# AO Evizo
L'AO Evizo est un club gabonais de football basé à Lambaréné, dans la province du Moyen-Ogooué.

## Histoire
L'AO Evizo est un des clubs fondateurs du championnat gabonais. En effet, il participe à la première édition, disputée en 1977, où il termine à la 4e place. Par la suite, il va rester un long moment dans les divisions inférieures avant de retrouver le Championnat National à partir de la saison 1998. Deux ans plus tard, l'AO Evizo réussit sa meilleure performance en championnat en terminant à la deuxième place du classement, devancé à la différence de buts par le club de Mangasport. La Coupe du Gabon n'étant pas disputée cette saison-là, le club obtient du même coup son billet pour la Coupe des Coupes. En 2002, il termine le championnat à la 12e place, synonyme de relégation en deuxième division.
L'AO Evizo n'a pris part qu'à une seule compétition continentale : la Coupe des Coupes 2001. Il brille sur la scène africaine puisqu'il atteint le stade des quarts de finale, après avoir éliminé Deportivo United de Guinée équatoriale, le club ghanéen d'Okwahu United par forfait puis les Marocains du FAR de Rabat. L'aventure s'arrête face au club camerounais de Kumbo Strikers.